# Raven Klaasen
Raven Klaasen (Koning Willemstad, 16 oktober 1982) is een Zuid-Afrikaanse tennisser. Hij heeft achttien ATP toernooien gewonnen, en dit in het dubbelspel. Hij stond daarnaast nog eens twintig keer in de finale. Hij deed al mee aan Grand Slams. Hij heeft tien challengers in het dubbelspel op zijn naam staan.

## Palmares dubbelspel
| Legenda                       | Legenda               |
| ----------------------------- | --------------------- |
| Grand Slam                    |                       |
| Olympische Spelen             |                       |
| tot 2009                      | vanaf 2009            |
| Tennis Masters Cup            | ATP Finals            |
| ATP Masters Series            | ATP Tour Masters 1000 |
| ATP International Series Gold | ATP Tour 500          |
| ATP International Series      | ATP Tour 250          |

| Nr.                          | Datum             | Toernooi              | Ondergrond    | Partner            | Tegenstanders in finale                      | Score                      | Details |
| ---------------------------- | ----------------- | --------------------- | ------------- | ------------------ | -------------------------------------------- | -------------------------- | ------- |
| Gewonnen finales herendubbel |                   |                       |               |                    |                                              |                            |         |
| 1.                           | 25 mei 2013       | ATP Nice              | Gravel        | Johan Brunström    | Juan Sebastián Cabal Robert Farah Maksoud    | 6-3, 6-2                   | Details |
| 2.                           | 22 september 2013 | ATP Metz              | Hardcourt (I) | Johan Brunström    | Nicolas Mahut Jo-Wilfried Tsonga             | 6-4, 7-6(5)                | Details |
| 3.                           | 29 september 2013 | ATP Kuala Lumpur      | Hardcourt (I) | Eric Butorac       | Pablo Cuevas Horacio Zeballos                | 6-2, 6-4                   | Details |
| 4.                           | 12 februari 2014  | ATP Memphis           | Hardcourt (I) | Eric Butorac       | Bob Bryan Mike Bryan                         | 6-4, 6-4                   | Details |
| 5.                           | 19 oktober 2014   | ATP Stockholm         | Hardcourt (I) | Eric Butorac       | Treat Huey Jack Sock                         | 6-4, 6-3                   | Details |
| 6.                           | 17 januari 2015   | ATP Auckland          | Hardcourt     | Leander Paes       | Dominic Inglot Florin Mergea                 | 7-6(1), 6-4                | Details |
| 7.                           | 21 juni 2015      | ATP Halle (1)         | Gras          | Rajeev Ram         | Rohan Bopanna Florin Mergea                  | 7-6(5), 6-2                | Details |
| 8.                           | 11 oktober 2015   | ATP Tokio             | Hardcourt     | Marcelo Melo       | Juan Sebastián Cabal Robert Farah Maksoud    | 7-6(5), 3-6, [10-7]        | Details |
| 9.                           | 18 oktober 2015   | ATP Shanghai          | Hardcourt     | Marcelo Melo       | Simone Bolelli Fabio Fognini                 | 6-3, 6-3                   | Details |
| 10.                          | 19 juni 2016      | ATP Halle (2)         | Gras          | Rajeev Ram         | Łukasz Kubot Alexander Peya                  | 7-6(5), 6-2                | Details |
| 11.                          | 2 oktober 2016    | ATP Chengdu           | Hardcourt     | Rajeev Ram         | Pablo Carreño Busta Mariusz Fyrstenberg      | 7-6(5), 7-5                | Details |
| 12.                          | 26 februari 2017  | ATP Delray Beach      | Hardcourt     | Rajeev Ram         | Treat Huey Maks Mirni                        | 7-5, 7-5                   | Details |
| 13.                          | 18 maart 2017     | ATP Indian Wells      | Hardcourt     | Rajeev Ram         | Łukasz Kubot Marcelo Melo                    | 6-7(1), 6-4, [10-8]        | Details |
| 14.                          | 25 februari 2018  | ATP Marseille         | Hardcourt (i) | Michael Venus      | Marcus Daniell Dominic Inglot                | 6-7(2), 6-3, [10-4]        | Details |
| 15.                          | 23 juni 2019      | ATP Halle (3)         | Gras          | Michael Venus      | Łukasz Kubot Marcelo Melo                    | 4-6, 6-3, [10-4]           | Details |
| 16.                          | 4 augustus 2019   | ATP Washington (1)    | Hardcourt     | Michael Venus      | Jean-Julien Rojer Horia Tecău                | 3-6, 6-3, [10-2]           | Details |
| 17.                          | 25 oktober 2020   | ATP Keulen 2          | Hardcourt (i) | Ben McLachlan      | Kevin Krawietz Andreas Mies                  | 6-2, 6-4                   | Details |
| 18.                          | 8 augustus 2021   | ATP Washington (2)    | Hardcourt     | Ben McLachlan      | Neal Skupski Michael Venus                   | 7-6(4), 6-4                | Details |
| 19.                          | 25 september 2022 | ATP Seoel             | Hardcourt     | Nathaniel Lammons  | Nicolás Barrientos Miguel Ángel Reyes-Varela | 6–1, 7–5                   | Details |
| Verloren finales herendubbel |                   |                       |               |                    |                                              |                            |         |
| 1.                           | 10 februari 2013  | ATP Montpellier       | Hardcourt (I) | Johan Brunström    | Marc Gicquel Michaël Llodra                  | 3-6, 6-3, [9-11]           | Details |
| 2.                           | 26 januari 2014   | Australian Open       | Hardcourt     | Eric Butorac       | Łukasz Kubot Robert Lindstedt                | 3-6, 3-6                   | Details |
| 3.                           | 11 januari 2015   | ATP Chennai           | Hardcourt     | Leander Paes       | Lu Yen-hsun Jonathan Marray                  | 3-6, 6-7(4)                | Details |
| 4.                           | 22 februari 2015  | ATP Delray Beach      | Hardcourt     | Leander Paes       | Bob Bryan Mike Bryan                         | 3-6, 6-3, [6-10]           | Details |
| 5.                           | 24 mei 2015       | ATP Genève            | Gravel        | Lu Yen-hsun        | Juan Sebastián Cabal Robert Farah Maksoud    | 5-7, 6-4, [7-10]           | Details |
| 6.                           | 4 oktober 2015    | ATP Kuala Lumpur      | Hardcourt (i) | Rajeev Ram         | Treat Huey Henri Kontinen                    | 6-7(4), 2-6                | Details |
| 7.                           | 3 april 2016      | ATP Miami             | Hardcourt     | Rajeev Ram         | Pierre-Hugues Herbert Nicolas Mahut          | 7-5, 1-6, [7-10]           | Details |
| 8.                           | 22 mei 2016       | ATP Genève            | Gravel        | Rajeev Ram         | Steve Johnson Sam Querrey                    | 4-6, 1-6                   | Details |
| 9.                           | 11 juni 2016      | ATP Rosmalen          | Gras          | Dominic Inglot     | Mate Pavić Michael Venus                     | 6-3, 3-6, [9-11]           | Details |
| 10.                          | 9 oktober 2016    | ATP Tokio             | Hardcourt     | Rajeev Ram         | Marcel Granollers Marcin Matkowski           | 2-6, 6-7(4)                | Details |
| 11.                          | 20 november 2016  | ATP World Tour Finals | Hardcourt (i) | Rajeev Ram         | Henri Kontinen John Peers                    | 6-2, 1-6, [8-10]           | Details |
| 12.                          | 17 juni 2017      | ATP Rosmalen          | Gras          | Rajeev Ram         | Łukasz Kubot Marcelo Melo                    | 3-6, 4-6                   | Details |
| 13.                          | 16 juni 2018      | ATP Rosmalen          | Gras          | Michael Venus      | Dominic Inglot Franko Škugor                 | 6-7(3), 5-7                | Details |
| 14.                          | 14 juli 2018      | Wimbledon             | Gras          | Michael Venus      | Mike Bryan Jack Sock                         | 3-6, 7-6(7), 3-6, 7-5, 5-7 | Details |
| 15.                          | 12 augustus 2018  | ATP Toronto           | Hardcourt     | Michael Venus      | Henri Kontinen John Peers                    | 2-6, 7-6(7), [6-10]        | Details |
| 16.                          | 7 oktober 2018    | ATP Tokio             | Hardcourt     | Michael Venus      | Ben McLachlan Jan-Lennard Struff             | 4-6, 5-7                   | Details |
| 17.                          | 12 januari 2019   | ATP Auckland          | Hardcourt     | Michael Venus      | Ben McLachlan Jan-Lennard Struff             | 3-6, 4-6                   | Details |
| 18.                          | 19 mei 2019       | ATP Rome              | Gravel        | Michael Venus      | Juan Sebastián Cabal Robert Farah Maksoud    | 1-6, 3-6                   | Details |
| 19.                          | 17 november 2019  | ATP Finals            | Hardcourt (i) | Michael Venus      | Pierre-Hugues Herbert Nicolas Mahut          | 3-6, 4-6                   | Details |
| 20.                          | 29 februari 2020  | ATP Dubai             | Hardcourt     | Oliver Marach      | John Peers Michael Venus                     | 3-6, 2-6                   | Details |
| 21.                          | 20 februari 2022  | ATP Marseille         | Hardcourt     | Ben McLachlan      | Denys Moltsjanov Andrej Roebljov             | 6–4, 5–7, [7–10]           | Details |
| 22.                          | 17 juli 2022      | ATP Newport           | Gras          | Marcelo Melo       | William Blumberg Steve Johnson               | 4–6, 5–7                   | Details |
| 23.                          | 6 augustus 2022   | ATP Los Cabos         | Hardcourt     | Marcelo Melo       | William Blumberg Miomir Kecmanović           | 0–6, 1–6                   | Details |
| Gewonnen challengers         |                   |                       |               |                    |                                              |                            |         |
| 1.                           | 17 mei 2004       | Fargʻona              | Hardcourt     | Jean-Julien Rojer  | Harsh Mankad Aisam-ul-Haq Qureshi            | 6-3, 6-1                   |         |
| 2.                           | 19 juli 2010      | Lexington             | Hardcourt     | Izak van der Merwe | Kaden Hensel Adam Hubble                     | 5-7, 6-4, [10-6]           |         |
| 3.                           | 15 november 2010  | Champaign             | Hardcourt (I) | Izak van der Merwe | Ryler DeHeart Pierre-Ludovic Duclos          | 4-6, 7-612, [10-4]         |         |
| 4.                           | 16 mei 2011       | Fargʻona              | Hardcourt     | John Paul Fruttero | Kyu Tae Im Danai Udomchoke                   | 6-0, 6-3                   |         |
| 5.                           | 12 maart 2012     | Pingguo               | Hardcourt     | John Paul Fruttero | Colin Ebelthite Samuel Groth                 | 6-2, 6-4                   |         |
| 6.                           | 23 april 2012     | Kaohsiung             | Hardcourt     | John Paul Fruttero | Daniel King-Turner Frederik Nielsen          | 6-7, 7-5, [10-8]           |         |
| 7.                           | 14 mei 2012       | Fargʻona              | Hardcourt     | Izak van der Merwe | Sanchai Ratiwatana Sonchat Ratiwatana        | 6-3, 6-4                   |         |
| 8.                           | 29 oktober 2012   | Genève                | Hardcourt     | Johan Brunström    | Philipp Marx Florin Mergea                   | 7-62, 65-7, [10-5]         |         |
| 9.                           | 21 januari 2013   | Heilbronn             | Hardcourt (I) | Johan Brunström    | Jordan Kerr Andreas Siljeström               | 6-3, 0-6, [12-10]          |         |
| 10.                          | 11 februari 2013  | Quimper               | Hardcourt (I) | Johan Brunström    | Jamie Delgado Ken Skupski                    | 3-6, 6-2, [10-3]           |         |

## Prestatietabel dubbelspel
| Legenda | Legenda                          |
| ------- | -------------------------------- |
| g.t.    | geen toernooi gehouden           |
| l.c.    | lagere categorie                 |
| –       | niet deelgenomen                 |
| G       | uitgeschakeld in de groepsfase   |
| 1R      | uitgeschakeld in de eerste ronde |
| 2R      | uitgeschakeld in de tweede ronde |
| 3R      | uitgeschakeld in de derde ronde  |
| 4R      | uitgeschakeld in de vierde ronde |
| KF      | uitgeschakeld in de kwartfinale  |
| HF      | uitgeschakeld in de halve finale |
| F       | de finale verloren               |
| W       | het toernooi gewonnen            |
| w-v     | winst/verlies-balans             |

| Grandslamtoernooien  |    |      |      |      |    |      |      |      |      |      |      |      |
| Australian Open      | –  | –    | F    | 2R   | KF | 2R   | 1R   | KF   | 2R   | –    | 3R   | 3R   |
| Roland Garros        | 1R | 1R   | 2R   | 1R   | 2R | 2R   | 3R   | 1R   | 1R   | 2R   | 2R   | 1R   |
| Wimbledon            | –  | 1R   | 3R   | 2R   | HF | 3R   | F    | HF   | g.t. | KF   | 2R   |      |
| US Open              | 3R | 1R   | KF   | 3R   | 2R | 1R   | 2R   | 2R   | 1R   | 2R   | 2R   |      |
| ATP Finals           |    |      |      |      |    |      |      |      |      |      |      |      |
| ATP Finals           | –  | –    | –    | –    | F  | G    | G    | F    | –    | –    | –    |      |
| ATP Masters 1000     |    |      |      |      |    |      |      |      |      |      |      |      |
| Indian Wells         | –  | –    | 1R   | 2R   | 1R | W    | 2R   | KF   | g.t. | 1R   | 1R   | –    |
| Miami                | –  | –    | 2R   | 1R   | F  | 1R   | KF   | 1R   | g.t. | 1R   | 1R   | –    |
| Monte Carlo          | –  | –    | 1R   | 2R   | 1R | 2R   | KF   | 1R   | g.t. | KF   | –    | –    |
| Madrid               | –  | –    | 1R   | –    | 2R | 2R   | KF   | 2R   | g.t. | 2R   | 1R   | –    |
| Rome                 | –  | –    | –    | –    | 1R | KF   | 2R   | F    | 1R   | 2R   | 2R   | –    |
| Montreal/Toronto     | –  | –    | 1R   | 1R   | KF | HF   | F    | –    | g.t. | 1R   | –    |      |
| Cincinnati           | –  | –    | 2R   | 2R   | KF | 2R   | 2R   | KF   | 2R   | –    | –    |      |
| Shanghai             | –  | –    | 2R   | W    | 2R | KF   | KF   | KF   | g.t. | g.t. | g.t. |      |
| Parijs               | –  | 2R   | KF   | KF   | 2R | 2R   | KF   | 1R   | 1R   | 1R   | –    |      |
| Olympische Spelen    |    |      |      |      |    |      |      |      |      |      |      |      |
| Olympische Spelen    | –  | g.t. | g.t. | g.t. | –  | g.t. | g.t. | g.t. | g.t. | –    | g.t. | g.t. |
| Statistieken         |    |      |      |      |    |      |      |      |      |      |      |      |
| Totaal aantal titels | 0  | 3    | 2    | 4    | 2  | 2    | 1    | 2    | 1    | 1    | 1    | 0    |
| Eindejaarsranking    | 73 | 44   | 20   | 20   | 12 | 25   | 15   | 8    | 18   | 26   | 55   |      |